# کالوم ویلسون
کالوم ادی گراهام ویلسون (انگلیسی: Callum Eddie Graham Wilson؛ زادهٔ ۲۷ فوریهٔ ۱۹۹۲) بازیکن فوتبال اهل انگلستان است که در پست مهاجم برای باشگاه وستهام در لیگ برتر انگلستان بازی می‌کند.
ویلسون دوران حرفه ای خود را با باشگاه زادگاهش کاونتری سیتی آغاز کرد و پس از بازی قرضی در باشگاه های لیگ کنفرانس کترینگ و تاموورث، به تیم اصلی راه یافت. او در سال ۲٠۱۴ با باشگاه فوتبال ای‌اف‌سی‌ بورنموث قرارداد امضا کرد و در اولین فصل حضورش قهرمان چمیپونشیپ شد و پنج فصل در لیگ برتر بازی کرد. در سال ۲٠۲٠، او با نیوکاسل یونایتد قرارداد امضا کرد.
ویلسون بین سال های ۲٠۱۸ تا ۲٠۲۳، ۹ بازی برای تیم ملی انگلیس انجام داد و عضوی از تیم ملی برای جام جهانی ۲٠۲۲ بود